# Lledó
Lledó is een gemeente in de Spaanse provincie Teruel in de regio Aragón met een oppervlakte van 15,61 km². Lledó telt 163 inwoners (1 januari 2016).

## Demografische ontwikkeling
Bron: INE, 1857-2011: volkstellingen
Opm.: In 1970 werden de gemeenten El Colladico, Mezquita de Loscos en Piedrahita aangehecht